# Franco Ponti
Franco Ponti (Bellinzona, 21 febbraio 1921 – Lugano, 24 ottobre 1984) è stato un architetto svizzero-italiano.

## Biografia
Figlio di Santino e Maddalena Deon, compì gli studi primari a Bellinzona, per poi frequentare le scuole superiori al collegio Papio di Ascona. Dopo due semestri ad ingegneria presso il Politecnico federale di Zurigo, si trasferì alla facoltà di architettura, in cui restò per tre anni, senza concludere gli studi.
Nel 1948 aprì uno studio a Bellinzona con l'architetto Peppo Brivio (nato nel 1923), con cui lavorò su progetti di appartamenti e sulla casa del fratello Armando Ponti (1950).
Realizzò lavori a Milano, Ascona e Sion, che lo tennero impegnato dal 1950 al 1955, anno in cui aprì uno studio a Lugano.
Con lo studio di Lugano realizzò le sue opere principali: Casa Rossi a Vezia (1958), casa Spoerl a Muzzano (1959), casa Hurni a Breganzona (1960-1963), casa Boni a Massagno (1961-1963), casa Fedele ad Arbedo (1962),  casa Graf a Vezia (1963-1966]), casa Tognola a Biasca (1965) e il quartiere San Michele a Caslano (1961-1972).
In questo periodo l'architettura svizzera stava vivendo uno dei periodi di massimo splendore trainata dall'opera di Rino Tami, l'unico architetto svizzero ad avere acquisito una solida fama internazionale.
Con l'architetto Milo Navone, associato dal 1969 al 1979, realizzò casa Tognola a Grono (1968-[1969]), Villa Tettamanti a Castagnola (1969-1971), Casa Boillat a Vezia (1960-1962), Villa Masoni ad Arogno (1972-1975), Casa Marchi a Porza, Casa Cattaneo ad Aldesago (1974-1975) e Casa Maurino a Biasca (1973-1975).
Nel 1978 fu nominato membro della Federazione Architetti Svizzeri.

## Lo stile architettonico
Tra gli architetti più significativi per l'architettura svizzera postbellica, Ponti fu un seguace della scuola dell'architettura organica di Frank Lloyd Wright. Molte delle opere di Ponti contengono rimandi all'opera dell'architetto americano.
Ponti prestò molta attenzione alla funzione degli spazi che progettava, al loro aspetto estetico ispirato alla semplicità e alla razionalità, soprattutto su piante e facciate, alla continuità tra gli ambienti interni e all'integrazione dell'edificio con il paesaggio circostante.
Per le case da lui progettate, Ponti usò molto i materiali naturali, soprattutto pietra e legno. La pietra venne scelta da Ponti per le costruzioni dei muri massicci delle parti basse degli edifici, come elemento legante con la terra e la natura circostante.
Gli stilemi di Ponti rimasero costanti lungo tutta la sua carriera, rifacendosi ad un repertorio di forme piuttosto limitato e molto legato all'ispirazione di Wright.
L'opera di Ponti è stata oggetto di una mostra organizzata dalla Fondazione Archivi Architetti Ticinesi, tenutasi nell'ex convento delle Agostiniane a Monte Carasso nel 1998.